# Alpine County
Alpine County je okres ve státě Kalifornie v USA. K roku 2010 zde žilo 1 175 obyvatel. Nachází se v pohoří Sierra Nevada. Správním městem okresu je Markleeville. Na severu sousedí s Douglas County (již stát Nevada) a na jihu s Tuolumne County